# 桑德拉·白齐克
桑德拉·白齐克（Sandra Bezic，1956年4月6日—），加拿大花样滑冰雙人滑運動員、編舞家及電視轉播講評。

## 生平
桑德拉·白齊克生於多倫多，她與哥哥維爾·白齊克搭檔，於1970–1974年間衛冕加拿大花式滑冰錦標賽雙人滑冠軍，並在1972年冬季奧運會得到第九名成績。
1988年第十五届冬奥会男子单人滑冠军布萊恩·博伊塔諾、1992年第十六届冬奥会女子单人滑冠军克丽斯蒂·山口、1998年第十八届冬奥会女子单人滑冠军塔拉·利平斯基和季军陈露的節目編舞均出自她手，而陈露在1996世锦赛获得艺术分满分的节目也是由她编排的。此外，她也曾幫吉爾·特雷納里、喬安妮·羅切特、金妍兒、小塚崇彥等選手編舞。

## 賽事成績
（與維爾·白齊克）
| 賽事                 | 1969 | 1970 | 1971 | 1972 | 1973 | 1974 |
| -------------------- | ---- | ---- | ---- | ---- | ---- | ---- |
| 冬奧                 |      |      |      | 9th  |      |      |
| 世錦賽               |      | 14th | 9th  | 8th  | 6th  | 5th  |
| 北美花式滑冰錦標賽   | 5th  |      | 3rd  |      |      |      |
| 加拿大花式滑冰錦標賽 | 3rd  | 1st  | 1st  | 1st  | 1st  | 1st  |

## 外部連結
- Sandra Bezic's Official Website（页面存档备份，存于）